# Ризе (вилает)
Ризе (на турски: Rize) е вилает в Североизточна Турция на Черно море. Административен център на вилаета е едноименния град Ризе.
Вилает Ризе е с население от 361 353 жители (оценка от 2006 г.) и обща площ от 3920 кв. км. Разделен е на 12 общини.

## Население
Численост на населението според преброяванията през годините:
| Година | Численост |
| 1990   | 348 776   |
| 2000   | 365 938   |
| 2011   | 322 367   |